# Unione Sportiva Civitanovese 1986-1987
Questa pagina raccoglie le informazioni riguardanti l'Unione Sportiva Civitanovese nelle competizioni ufficiali della stagione 1986-1987.

## Rosa
| N. |                   | Ruolo | Calciatore        |
| -- | ----------------- | ----- | ----------------- |
|    | Italia (bandiera) | C     | Andrea Bindelli   |
|    | Italia (bandiera) | C     | Guido Biondi      |
|    | Italia (bandiera) | D     | Andrea Bruniera   |
|    | Italia (bandiera) | A     | Gaetano Calvaresi |
|    | Italia (bandiera) | P     | Mario Ciaramitaro |
|    | Italia (bandiera) | C     | Paolo Esposto     |
|    | Italia (bandiera) | D     | Daniele Fiorelli  |
|    | Italia (bandiera) | C     | Alfredo Fulvi     |
|    | Italia (bandiera) | A     | Antonio Gespi     |
|    | Italia (bandiera) | D     | Simone Giacchetta |
|    | Italia (bandiera) | P     | Stefano Grilli    |

| N. |                   | Ruolo | Calciatore              |
| -- | ----------------- | ----- | ----------------------- |
|    | Italia (bandiera) | A     | Claudio Lelli           |
|    | Italia (bandiera) | C     | Simone Marcantoni       |
|    | Italia (bandiera) | D     | Massimiliano Monti      |
|    | Italia (bandiera) | D     | Mauro Perugini          |
|    | Italia (bandiera) | A     | Cosimo Damiano Pistillo |
|    | Italia (bandiera) | C     | Antonio Regoli          |
|    | Italia (bandiera) | C     | Orfeo Rossi             |
|    | Italia (bandiera) | D     | Marco Sereno            |
|    | Italia (bandiera) | C     | Sergio Sopranzi         |
|    | Italia (bandiera) | D     | Filippo Torresi         |
|    | Italia (bandiera) | C     | Claudio Tridici         |